# Ah bu şarkıların gözü kör olsun
Ah Bu Şarkıların Gözü Kör Olsun é l'ottavo album della cantante turca-albanese Candan Erçetin pubblicato nel 2015 dal Dünya Müzik in stile Musica Classica.

## Brani
| #  | Title                             | Lyricist                | Composer             | Time |
| -- | --------------------------------- | ----------------------- | -------------------- | ---- |
| 1  | "Ah Bu Şarkıların Gözü Kör Olsun" | Avni Anıl               | 4:38                 |      |
| 2  | "Silemezler Gönlümden"            | Selahattin Altınbaş     | 3:30                 |      |
| 3  | "Avuçlarımda Hala Sıcaklığın Var" | Yusuf Nalkesen          | 4:52                 |      |
| 4  | "Ben Gamlı Hazan"                 | Abdullah Sıtkı Angınbaş | Melahat Pars         | 2:57 |
| 5  | "Ölürsem Yazıktır"                | Orhan Seyfi Orhon       | Hayri Recep Yenigün  | 4:21 |
| 6  | "Ne Senin Aşkına Muhtaç"          | Erol Sayan              | Muzaffer İlkar       | 4:22 |
| 7  | "Rüzgar Kırdı Dalımı"             | Fuat Edip Baksı         | Selahattin Erköse    | 3:11 |
| 8  | "Unuttun Beni Zalim"              | Arif Sami Toker         | Arif Sami Toker      | 3:27 |
| 9  | "İçin İçin Yanıyor"               | Şekip Ayhan Özışık      | Şekip Ayhan Özışık   | 3:07 |
| 10 | "Karam"                           | Anonymous               | Anonymous            | 2:44 |
| 11 | "Erkilet Güzeli Bağlar Bozuyor"   | Anonymous               | Anonymous            | 3:19 |
| 12 | "Pencere Açıldı Bilal Oğlan"      | Anonymous               | Anonymous            | 3:45 |
| 13 | "Vardar Ovası"                    | Anonymous               | Anonymous            | 3:00 |
| 14 | "Unuttun Beni Zalim" (Remix)      | remix by Alper Erinç    | remix by Alper Erinç | 3:46 |